# Двори
Двори (на словенски: Dvori) е село в Словения, Обално-крашки регион, община Копер. Според Националната статистическа служба на Република Словения през 2002 г. селото има 26 жители.